# Deirdre O'Kane
Deirdre O'Kane (geboren in 1970) is een Ierse stand-up comédienne en actrice. Ze is afkomstig van Dundalk, County Louth.
O'Kane begon in 1996 als stand-up comédienne en drong door tot de finales van de BBC New Comedy Awards van dat jaar. Ze speelde in alle grote theaters in Ierland en ging ook op tournee in het Verenigd Koninkrijk, Canada, Australië, het Midden Oosten, Hongkong, Shanghai, Praag en Brussel.
Ze speelde de rol van Noeleen in de film Intermission (2003) van John Crowley.
Ook werd ze bekend door haar vertolking van de hoofdrol in de biografische film Noble (2014) als Christina Noble, een Ierse die zich inzet voor de rechten en het welzijn van kinderen en die daartoe de Christina Noble Children's Foundation oprichtte in 1989.
O'Kane speelde eveneens in televisieseries en woont momenteel met haar echtgenoot en haar kinderen in Londen.